# 菲布斯伯勒站
菲布斯伯勒站（英語：Phibsborough）是一個位於愛爾蘭都柏林的都柏林轻轨站，在2017年通車，為綠線延伸工程至布魯姆橋的其中一個車站，服務地區為菲布斯伯勒和达利穆恩特公园球场附近地區。